# Han Joon-woo
Han Joon-woo (en hangul, 한준우), es un actor y modelo surcoreano.

## Biografía
Se graduó de la Universidad de Massachusetts.

## Carrera
Es miembro de la agencia Woongbin ENS.
En agosto de 2019, se unió al elenco recurrente de la serie Be Melodramatic, donde dio vida a Hong Dae, el fallecido novio de Lee Eun-jung (Jeon Yeo-been).
El 7 de marzo de 2020, apareció en la serie Hienas, donde interpretó a Kim Young-joon, un testigo y uno de los Fundadores de D&T.
El 1 de febrero de 2021, se unió al elenco de la serie Love Scene Number donde dio vida a Park Jung-seok, un profesor de matemáticas de secundaria y el prometido de Lee Ha-ram (Shim Eun-woo).
En noviembre del mismo año, se unió al elenco recurrente de la serie Happiness, donde interpretó al residente Kim Se-hoon.
El 22 de enero de 2022, apareció por primera vez durante el cuarto episodio de la serie Through the Darkness, donde dio vida a Goo Young-chun, un asesino en serie.
En marzo, se unió al elenco de la serie Pachinko, donde interpretó a Baek Yoseb, el hermano mayor de Baek Isak (Steve Noh) que vive en Osaka, Japón.

## Filmografía

### Series de televisión
| Año  | Título               | Personaje               | Notas                    | Ref.        |
| ---- | -------------------- | ----------------------- | ------------------------ | ----------- |
| 2019 | Be Melodramatic      | Hong Dae                |                          | [ 7 ]       |
| 2020 | Hienas               | Kim Young-joon          | 2 episodios - (invitado) | [ 2 ] [ 3 ] |
| 2020 | My Unfamiliar Family | Kim Sang-sik (de joven) |                          |             |
| 2020 | Hacia el círculo     | Kim Min-jae             | 16 episodios             | [ 8 ]       |
| 2021 | Love Scene Number    | Park Jung-seok          | ep. Love Scene 29        | [ 9 ]       |
| 2021 | Happiness            | Kim Se-hoon             |                          | [ 10 ]      |
| 2022 | Through the Darkness | Yang Yong-cheol         | 5 episodios - (invitado) |             |
| 2022 | Pachinko             | Baek Yoseb              |                          |             |
| 2022 | The Empire           | Oh Sung-hyun            |                          | [ 11 ]      |
| 2023 | Agency               | Park Young-woo          |                          | [ 12 ]      |
| 2025 | Hyper Knife          | Alan Kim                |                          | [ 13 ]      |

### Películas
| Año  | Título                   | Personaje             | Notas |
| ---- | ------------------------ | --------------------- | ----- |
| 2013 | Mr. Go                   | Reportero             |       |
| 2014 | Tazza: The Hidden Card   | Choi Wang-geun        |       |
| 2015 | Gangnam Blues            | Tom                   |       |
| 2015 | Twenty                   | DJ del club           |       |
| 2017 | 1987: When the Day Comes | Hombre de traje negro |       |
| 2017 | Calling                  | Tyler                 |       |
| 2019 | To My River              | Maestro               |       |
| 2019 | Extreme Job              | Detective             |       |